# سیارک ۲۰۹۴۷
سیارک ۲۰۹۴۷ (به انگلیسی: 20947 Polyneikes، نامگذاری:2638T-2) بیست هزار و نهصد و چهل و هفتمین سیارک کشف شده‌است که در ۲۹ سپتامبر ۱۹۷۳ کشف شد.
قدر مطلق سیارک برابر ۱۲٫۰۰ است.